# Тимар
Тимарът е особен вид ленно владение в Османската империя през средновековието с годишен доход до 20000 акчета. Тимарите представлявали владеенето не толкова на определена площ земя (лен), колкото годишния приход от тази земя, или част от нея, чрез отчисление от централизираната феодална рента в полза на спахията. С приходите от тимара държателите му обезпечавали своята издръжка, включително и въоръжението си.
Тимарите се раздавали от фонда на държавните земи в замяна на военна служба и изпълнение на други задължения към централната власт. Държателят на тимара (тимариот) бил задължен да участва във военните походи на турската армия с въоръжени конници, по един на всеки 3000 акчета от дохода на тимара си. За особени заслуги на тимариота размерите на тимара могли да бъдат увеличени. През 1844 г. военно-ленната система е отменена; тя била изживяла своето време в резултат на присвояването на тимарите от техните държатели и отказа им да носят военна служба.